# نارویکی
نارویکی (به لاتین: Narojki) یک روستا در لهستان است که در گمینا دروخیچن واقع شده‌است.